# حمله ۲۰۲۱ طالبان
حمله طالبان آخرین تهاجم بزرگ طالبان و گروه‌های ستیزه‌جوی هم‌پیمان آن علیه جمهوری اسلامی افغانستان و همپیمانانش بود، که در ۱ مه ۲۰۲۱، همزمان با خروج سربازان آمریکایی از افغانستان شروع شد، و منجر به در دست گرفتن این کشور به صورت دفاکتو به دست طالبان و و بازگشتن امارت اسلامی افغانستان شد.
در پی توافق‌نامه صلح دوحه میان دولت ایالات متحده آمریکا با طالبان که منجر به خروج اغلب سربازان آمریکایی و ناتو از افغانستان در سال ۲۰۲۱ شد، طالبان حملات گسترده‌ای را آغاز کرد. در مراحل نخستین، طالبان با پیشروی در مناطق روستایی، تعداد ولسوالی‌های تحت کنترل خود را از ۷۳ به ۲۲۳ افزایش دادند. تا ۱۰ اوت طالبان بر ۶۵٪ از مساحت افغانستان چیره شد. در ۶–۱۷ ماه اوت، نیروهای طالبان سی و دو مرکز ولایت از جمله قندوز و هرات را تصرف کردند. (تعداد کل مراکز ولایت در افغانستان ۳۴ است) جامعه اطلاعاتی ایالات متحده آمریکا تخمین زد در صورت عدم حمایت از نیروی‌های افغان، دولت افغانستان ظرف شش ماه آینده سقوط خواهد کرد.
این حمله به خاطر دستاوردهای سرزمینی سریع طالبان، و پیامدهای داخلی و بین‌المللی آن شناخته شده‌است. در ۱۰ اوت، مقامات آمریکایی تخمین زدند که کابل، پایتخت افغانستان، ظرف ۳۰ تا ۹۰ روز به دست طالبان سقوط می‌کند. در ۱۵ اوت، آسوشیتدپرس گزارش داد که طالبان به کابل رسیده‌اند و منتظر «انتقال» قدرت هستند.وزارت داخله افغانستان در بیانیه‌ای اعلام کرد که اشرف غنی رئیس‌جمهور افغانستان تصمیم به واگذاری قدرت گرفته و دولت موقت به رهبری طالبان تشکیل می‌شود. در این بین، نیروهای امنیتی میدان هوایی بگرام را به طالبان تسلیم کردند. این پایگاه هوایی حدود ۵۰۰۰ زندانی طالبان و داعش را در خود جای داده‌بود. نهایتاً در ۲۴ مرداد/اسد (۱۵ اوت) نیروهای طالبان وارد کابل شدند و محمد اشرف غنی از افغانستان فرار کرد.هجوم برق‌آسا طالبان در سراسر افغانستان باعث شد بسیاری از دولت‌ها از جمله ایالات متحده، انگلستان، آلمان و روسیه را شگفت زده کند. پیروزی طالبان پیامدهای گسترده درون کشوری و جهانی به همراه داشت.

## زمینه‌های پیشروی طالبان

### ساختارنیروهای امنیت ملی
وجود افسران فاسد و اینکه آنها با رهبری و ساختن «سربازان ناوجود» حقوق سربازان غایب را به جیب می‌زنند، یک موضوع شناخته شده در ارتش افغانستان است. سر مفتش ویژه برای بازسازی افغانستان (سیگار) در گزارشی در سال ۲۰۱۶ مدعی شد که «نه ایالات متحده و نه متحدان افغان آن نمی‌دانند که در حال حاضر چه تعداد سرباز و پلیس افغان وجود دارد، چه تعداد در واقع برای انجام وظیفه در دسترس هستند، یا به‌طور گسترده، ماهیت واقعی قابلیت‌های عملیاتی آنها تا چه اندازه است.» در اوایل سال ۲۰۱۹، حداقل ۴۲۰۰۰ سرباز شبح از حقوق و دستمزد ارتش حذف شدند.
«سیگار» در ۳۰ ژوئیه ۲۰۲۱ گزارش داد:
«در حالی که نیروهای امنیت ملی افغانستان تلاش برای بررسی حمله در حال انجام طالبان هستند، وضعیت کنونی در افغانستان ارزش این گزارش را بالاتر می‌برد. [...] اخیراً، در ۱۱ ژوئیه ۲۰۲۱، جان کربی، سخنگوی پنتاگون گفت که «نیروهای امنیت ملی دارای ظرفیت بسیار بیشتری نسبت به قبل، و توانایی بسیار بیشتری» هستند، و ادعا کرد، «آنها می‌دانند چگونه از کشور خود دفاع کنند». [...] سیگار نگرانی‌های جدی خود را در مورد آثار مخرب فساد در نیروهای امنیتی افغان (از جمله وجود سربازان و پلیس شبح) در موارد زیر ابراز کرد: مقدار مشکوک داده‌ها در مورد قدرت واقعی نیرو؛ ناتوانی روش‌های ارزیابی برای درنظرگرفتن تأثیر عوامل نامشهود بر آمادگی رزمی مانند اراده برای مبارزه؛ پایداری متزلزل نیروهای امنیت ملی به وابستگی به تجهیزات پیشرفته و عدم تمرکز اولیه بر قابلیت‌های سطح وزیران؛ و قطع داده‌های مهم، مانند ارزیابی کنترل منطقه، که می‌توانست برای اندازه‌گیری عملکرد این نیروها در سال‌های اخیر مورد استفاده قرار گیرد.»

### بدیهی
در سپتامبر ۲۰۲۰، بیش از ۵۰۰۰ زندانی طالبان، توسط دولت افغانستان به عنوان بخشی از توافقنامه دوحه بین ایالات متحده و طالبان، آزاد شدند؛ از جمله آنها ۴۰۰ نفر متهم و محکوم به جنایات بزرگی مانند قتل بودند. به گفته شورای امنیت ملی افغانستان، بسیاری از زندانیان آزاد شده که «متخصص» بودند به میدان جنگ بازگشتند و طالبان را تقویت کردند.
در اوایل سال ۲۰۲۱، رهبران پنتاگون و افغانستان معتقد بودند که ایالات متحده از کابل حمایت مستمر می‌کند. با اینحال رئیس‌جمهور بایدن به ارادهٔ مداوم ترامپ برای خروج ایالات متحده از یک جنگ بی‌پایان تکیه کرد طوری که در آن حمایت دائمی ایالات متحده از رهبری افغانستان برای امور کشور درنظر گرفته نشد. علیرغم تشویق‌های ایالات متحده به عنوان آخرین راهبرد، رهبری افغانستان هیچ مرکز شهری را با خطوط دفاعی تقویت نکرد. با خروج ایالات متحده و بدون حمایت ایالات متحده، اعتبار دولت مرکزی افغانستان به چشم سربازان ضعیف خط مقدم سقوط کرد.
کارشناسان بین‌المللی مبارزه با تروریسم و برخی مقامات آمریکایی گفتند که سقوط سریع نیروهای امنیت ملی افغانستان در صورت خروج آمریکا «نباید تعجب آور باشد». به گفته یک کارشناس، طالبان پس از توافق دوحه تقریباً بدون مداخله نیروهای دولتی افغانستان توانسته بودند نیروهای خود را آزادانه در سراسر افغانستان جابجا کنند.

## گاهشماری

### مه
در ماه مه ۲۰۲۱، ستیزه‌جویان طالبان توانستند ۱۵ ولسوالی از دولت افغانستان جدا کنند، من جمله ولسوالی‌های نرخ، جَلریز و ولایت میدان وردک. از جمله جایگاه‌های راهبردی تصرف شده‌است، سد دهلا در ولایت قندهار، دومین سد بزرگ افغانستان است که توسط طالبان فتح شد، در طول این ماه، ۴۰۵ نیروی امنیت ملی افغانستان و ۲۶۰ غیرنظامی در جریان درگیری با طالبان کشته شدند، در حالی که وزارت دفاع افغانستان ادعا کرد که ۲٬۱۴۶ جنگجوی طالب را کشته‌است.
تا پایان ماه مه، کشورهای پرتغال، اسلوونی، اسپانیا و سوئد نیروهای خود را به‌طور کامل از افغانستان بیرون کشیدند.

### ژوئن

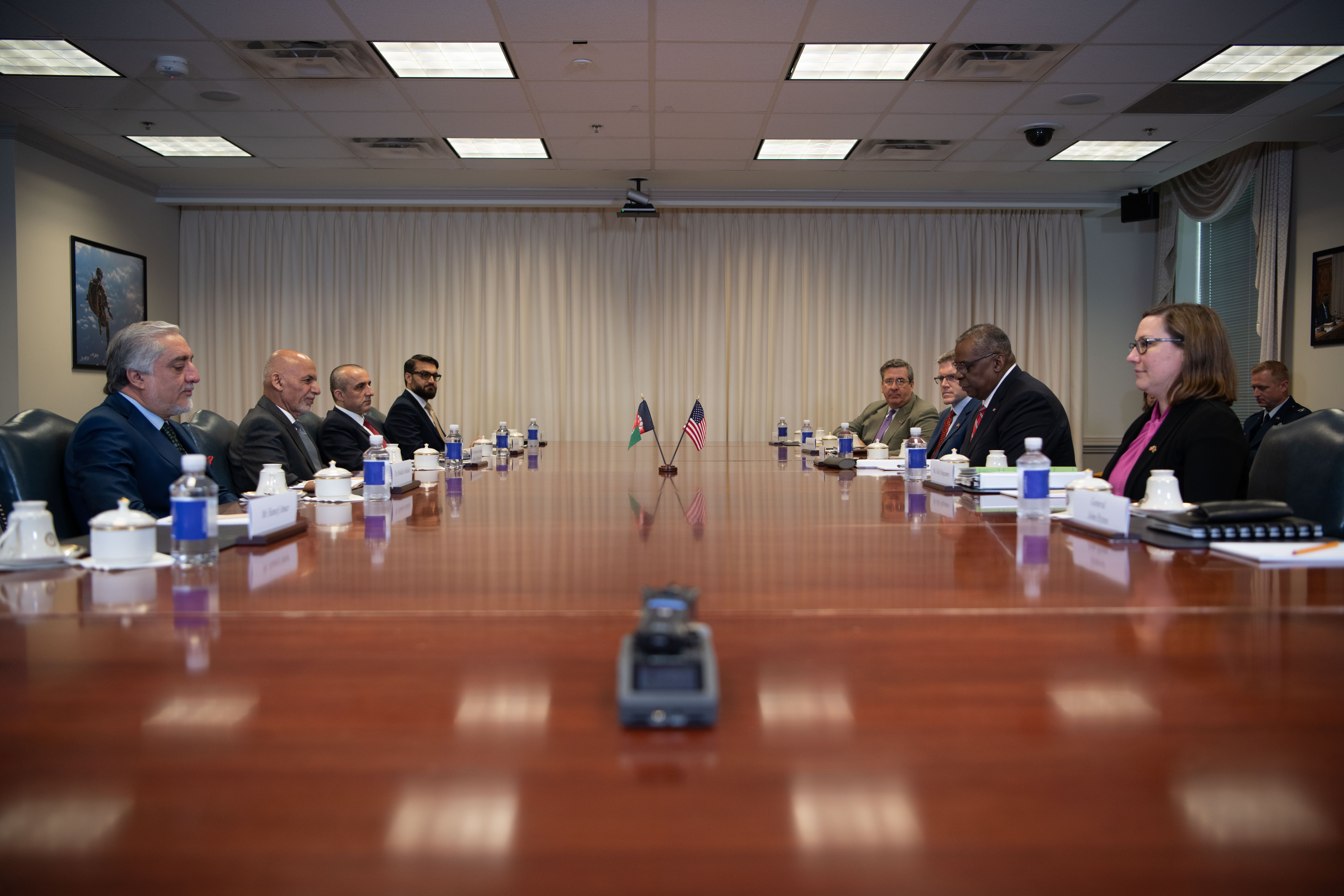
دیدار لوید آستین وزیر دفاع آمریکا با اشرف غنی رئیس‌جمهور افغانستان در ژوئن ۲۰۲۱

در ماه ژوئن ۲۰۲۱، نیروهای طالبان ۶۹ ولسوالی را از دولت افغانستان جدا کرد. و وارد شهرهای قُندوز و پُلِ خُمری شدند. شهر مزارشریف توسط طالبان محاصره شد. از جمله مکان‌های تصرف شده توسط طالبان، گذرگاه اصلی مرزی افغانستان با تاجیکستان بود همچنین ولسوالی سیدآباد در ولایت میدان وردک بود که به عنوان دروازه کابل، شناخته می‌شود.از نظر تجهیزات، طالبان ۷۰۰ کامیون و هاموی را به عنوان غنیمت از نیروهای امنیتی افغانستان به دست آورد. و همچنین ده‌ها موتر زرهی و سیستم‌های توپخانه‌ای نیاز به غنیمت گرفته شد.در ۱۶ ژوئن، شبه نظامیان طالبان ۲۲ فرمانده تسلیم شده ارتش افغانستان را در شهر دولت‌آبادی اعدام کردند. در طول این ماه، ۷۰۳ نیروی امنیت ملی افغانستان و ۲۰۸ غیرنظامی در جریان درگیری با طالبان کشته شدند، در حالی که وزارت دفاع افغانستان ادعای کشته شدن ۱۵۳۵ جنگجوی طالب را اعلام کرده‌است.در ۱۹ ژوئن ۲۰۲۱ رئیس ستاد ارتش، وزیران دفاع و کشور با دستور رئیس‌جمهور اشرف غنی غزل و جایگزین شدند. تا پایان ماه ژوئن، تمام کشورهای عضو مأموریت حمایت قاطع، نیروهای خود را به جز انگلستان، ترکیه و ایالات متحده آمریکا از افغانستان خارج کردند.
در ۲۲ ژوئن، طالبان شیرخان‌بندر، گذرگاه مرزی اصلی تاجیکستان افغانستان را تصرف کرد. ۱۳ ولسوالی طی ۲۴ ساعت به دست طالبان افتاد. در همان روز، پس از آغاز عملیات نظامی نیروهای افغان در حومه پلخمری، مرکز استان، درگیری شدید نیز در ولایت بغلان در جریان بود که ۱۷ شبه نظامی طالب به همراه «قاری خالد»، فرمانده لشکر طالبان کشته شدند. همزمان، نیروهای طالبان کنترل بلخ را بدست گرفتند و مزارشریف، مرکز ولایت بلخ را محاصره کردند. در ۲۳ ژوئن، طالبان و نیروهای دولتی افغان در درون پُلِ خُمری درگیر شدند. در ۲۵ ژوئن، طالبان کنترل منطقه شینواری و منطقه غوربند در ولایت پروان در شمال کابل را به دست گرفتند. در همان روز ان‌بی‌سی نیوز گزارش داد که طالبان "از سرعت پیشروی خود متعجب شده و از تصرف برخی اهداف برای جلوگیری از تنش با آمریکا جلوگیری کرده‌اند، و دولت افغانستان برنامه‌ای را به نام بسیج ملی که هدف آن مسلح کردن گروه‌های شبه نظامی برای جنگ با طالبان بوده‌است ارائه داد. در همین حال، «سراج‌الدین حقانی» معاون امیر طالبان مجموعه‌ای از دستورالعمل‌ها را تحت عنوان «صدای جهاد» برای اداره سرزمین‌های تصرف شده منتشر کرد.
در ۲۷ ژوئن، ولسوالی چک وردک و ولسوالی سیدآباد پس از تسلیم حداقل ۵۰ سرباز افغان به اسارت طالبان درآمدند و توسط طالبان اسیر شدند. در همان روز ولسوالی رستاق، ولسوالی شورتپه و ولسوالی ارغستان به دست طالبان سقوط کرد. طلوع نیوز گزارش داد که ۱۰۸ ولسوالی در دو ماه گذشته به دست طالبان سقوط و ارتش افغانستان تنها ۱۰ را ولسوالی را پس گرفته‌است. در ۲۹ ژوئن، طالبان حمله ای را به غزنی شروع کرد که باعث درگیری‌های خشونت‌آمیز در شهر غزنی شد.

### ژوئیه
در تاریخ ۲ ژوئیه ۲۰۲۱، آلمان و ایتالیا نیروهای خود را از افغانستان بیرون کشیدند و نیروهای آمریکایی میدان هوایی بگرام را ترک کردند و آن را به نیروهای مسلح افغانستان تحویل دادند.
در آخر هفته اول ماه ژوئیه، صدها زن مسلح در تظاهرات علیه حمله طالبان به خیابان‌های شمال و مرکز افغانستان آمدند، بزرگ‌ترین تظاهرات در فیروزکوه، مرکز ولایت غور برگزار شد. عبدالظاهر فیض زاده، والی استانی در مصاحبه‌ای با گاردین گزارش داد که بسیاری از زنان افغان، که برخی از آنها اخیراً از دست طالبان فرار کرده‌اند، برای دفاع از خود یادگرفته‌اند که از اسلحه گرم استفاده کنند، برخی دیگر قبلاً خود با طالبان نبرد کرده‌اند. ذبیح‌الله مجاهد، سخنگوی طالبان، این گزارش‌ها را «تبلیغ» خواند و اعلام کرد که «زنان هرگز علیه ما اسلحه نخواهند گرفت». طی آخر هفته، طالبان ۹ پست مرزی متعلق به ارتش افغانستان را در ولایت کنر در نزدیکی مرز با پاکستان تصرف کردند، در این مدت ۳۹ پرسنل ارتش افغانستان تسلیم طالبان شدند در حالی که ۳۱ نفر دیگر به پاکستان فرار کردند.
در ۵ ژوئیه، امام‌علی رحمان رئیس‌جمهور تاجیکستان از استقرار ۲۰ هزار سرباز در مرز افغانستان و تاجیکستان برای جلوگیری از کشانده شدن جنگ افغانستان به تاجیکستان خبر داد. در تاریخ ۹ ژوئیه، سازمان پیمان امنیت جمعی (CSTO) اعلام کرد که فدراسیون روسیه ۷۰۰۰ نیرو را نیز برای یاری رساندن به تاجیکستان در مرز مستقر می‌کند.
در ۱۰ ژوئیه، نیروهای طالبان ولسوالی پنجوائی در ولایت قندهار را تصرف کردند.طالبان همچنین شهر غزنی را در مرکز افغانستان محاصره کرد.
در ۱۱ ژوئیه، وزیر دفاع استرالیا، «پیتر داتون» پایان حضور نظامی کشور خود را در افغانستان اعلام کرد و ۸۰ پرسنل آخر این کشور را در از این کشور بیرون برد. در ۱۲ ژوئیه، فرمانده نیروهای آمریکا و ناتو در افغانستان «آستین اس میلر» از سمت خود کناره‌گیری کرد. از ۱۲ ژوئیه ۲۰۲۱، طالبان ۱۴۸ ولسوالی را از دولت افغانستان تصرف کردند. در ۱۴ ژوئیه، پست مرزی افغانستان در اسپین بولدک توسط نیروهای طالبان تسخیر شد.
در ۱۲ ژوئیه، رئیس‌جمهور ترکمنستان، قُربان قُلی مالک قلییویچ بِردی مُحَّمداُف، برای جلوگیری از کشیدن درگیری‌های افغانستان به ترکمنستان، دستور استقرار نیروها، سلاح‌های سنگین و زره‌پوش‌ها را در مرز افغانستان و ترکمنستان صادر کرد.در ۱۶ ژوئیه، ازبکستان میزبان کنفرانسی میان تعدادی از رهبران منطقه و دیپلمات‌های خارجی از جمله اشرف غنی رئیس‌جمهور افغانستان به منظور ترویج صلح و جلوگیری از جنگ داخلی بود.

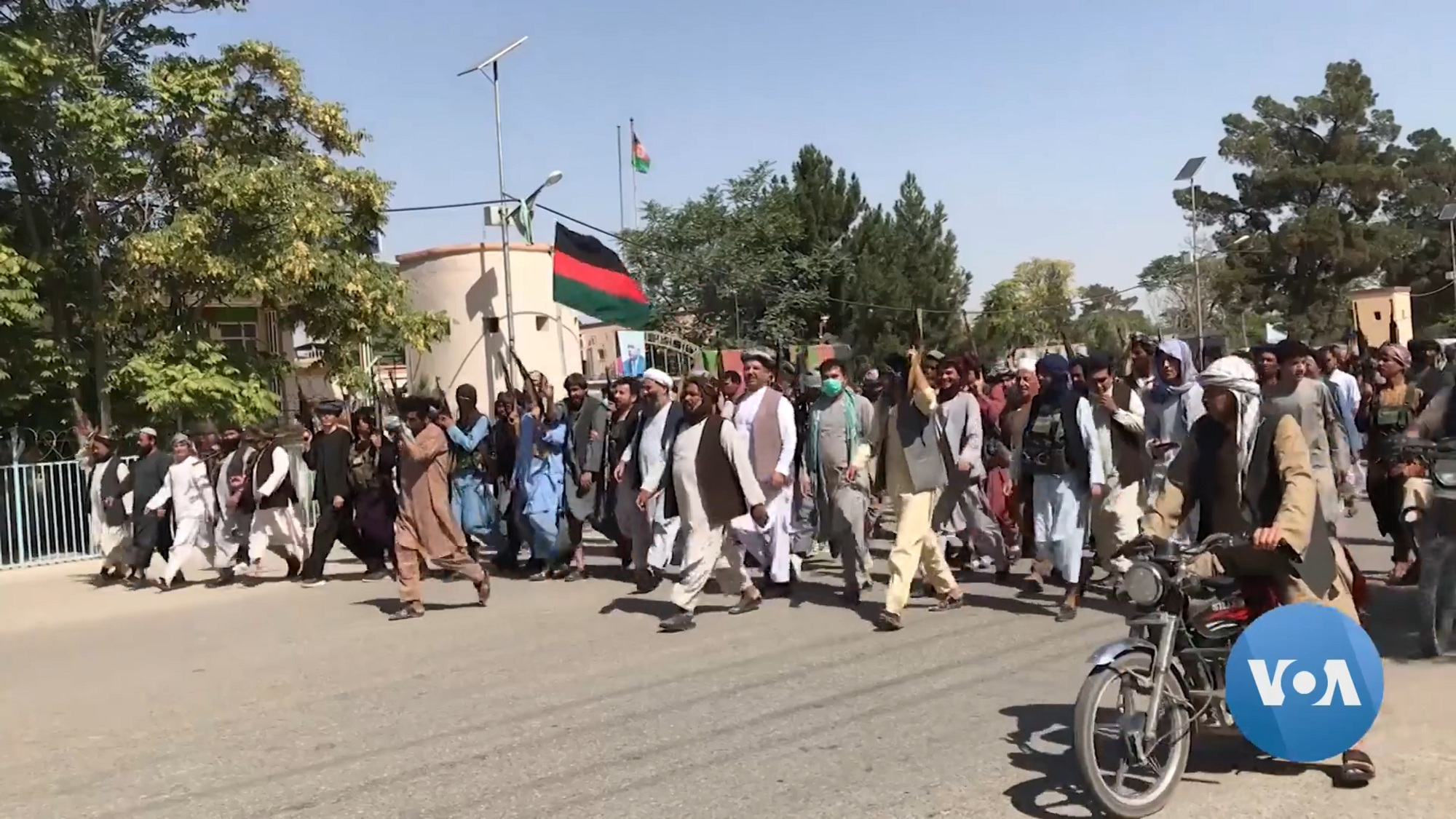
مردم محلی مسلح در جریان جنگ داخلی برای حمایت از دولت افغانستان در ولایت جوزجان راهپیمایی کردند.

از ۱۵ ژوئیه، ستیزه‌جویان طالبان ۶۴ ولسوالی را از دولت افغانستان تصرف کردند و وارد دومین شهر بزرگ افغانستان، قندهار شدند. گذرگاه‌های مرزی تورغوندی با تاجیکستان و اسلام قلعه با ایران توسط طالبان تصرف شدند. در جریان تصرف گذرگاه مرزی اسلام قلعه، برخی از مقامات امنیتی و گمرکی افغانستان برای فرار از طالبان وارد کشور ایران شدند. رسانه‌های ایران گزارش دادند که حدود ۳۰۰ سرباز و غیرنظامی افغان از مرز عبور کرده و برای فرار از طالبان وارد ایران شده‌اند. از این تاریخ، ۲۳۳ نیروی امنیت ملی افغانستان و ۱۱۴ غیرنظامی در جریان درگیری با طالبان کشته شدند، در حالی که وزارت دفاع افغانستان ادعا کرد که از ابتدای ماه تاکنون ۲۱۰۰ مبارز طالبان را کشته‌است.طبق گفته نماینده این سازمان در سازمان امنیت بین‌المللی، حدود ۱۵۰۰ سرباز افغان به تاجیکستان خلوت کردند.روز بعد، روزنامه‌نگار هندی رویترز، «دانش صدیقی» هنگام تهیه گزارش از نبردها در اسپین بولدک، کشته شد.
در ۲۱ ژوئیه، رئیس ستاد مشترک نیروهای مسلح ایالات متحده آمریکا «مارک الکساندر میلی» گزارش داد که نیمی از مناطق افغانستان تحت کنترل طالبان است.در ۲۲ ژوئیه ۲۰۲۱، پنتاگون تأیید کرد که نیروی هوایی ایالات متحده آمریکا به درخواست مقامات افغانستان چهار حمله هوایی در افغانستان انجام داده‌است. دو حمله هوایی با هدف از بین بردن تجهیزات نظامی به غنیمت گرفته شده توسط طالبان از نیروهای امنیتی افغانستان. یک قبضه توپ و یک خودروی نظامی منهدم شدند. در همین حال، نبرد در شهر قندهار همچنان ادامه داشت، در حالی که شهر در حقیقت توسط شورشیان محاصره افتاده‌است و فقط میدان هوایی قندهار (که برای تأمین نیروهای امنیتی محلی بسیار مهم) تحت کنترل کامل دولت باقی مانده بود. براساس ژورنال جنگ طولانی FDD، سقوط بالقوه ولسوالی به دست شورشیان، نگهداری و بازپس‌گیری شهر قندهار برای نیروهای دولتی را بسیار دشوار می‌کند. در ۲۲ ژوئیه، در تیراندازی گسترده در سپین‌بولدک، ولایت قندهار، ۱۰۰ تن کشته شدند.
در ۲۴ ژوئیه، دولت به منظور «مهار خشونت و کاهش تحرکات و پیشروی‌های طالبان» بین ۱۰ شب تا ۴ صبح در همه استان‌ها به جز سه ولایت کشور منع رفت و آمد مقرر کرد.

### اوت

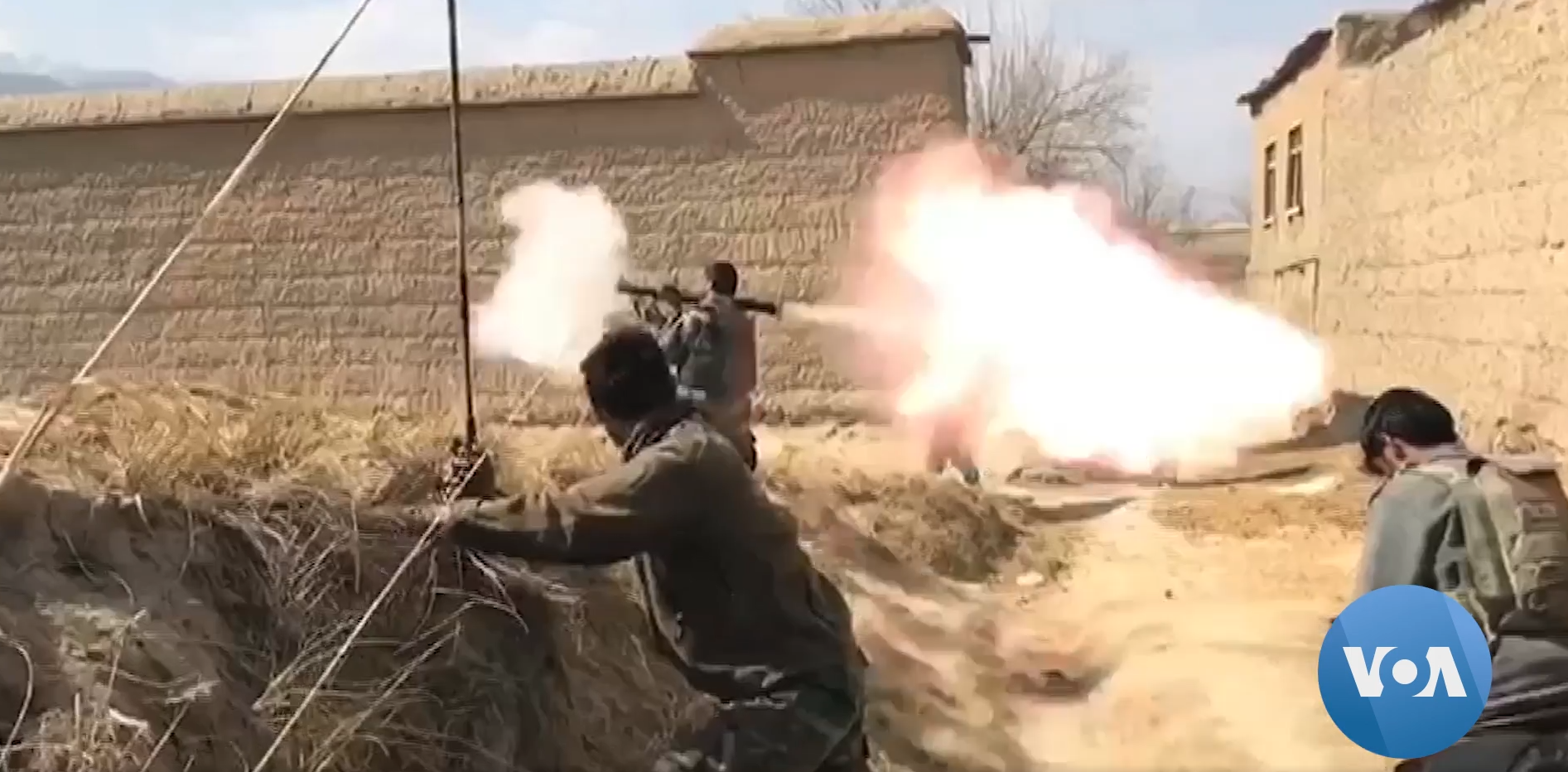
سربازان اردوی ملی افغانستان در جنگ با طالبان

از ۱ تا ۲ اوت، مناطق صفیان، قلعه کهنه و کاریز در پیرامون لشکرگاه به دست طالبان افتاد. درگیری‌هایی میان طالبان و دولت نیز در پیرامون شهر رخ داد و حملات هوایی دولت افغانستان و آمریکا به مواضع طالبان صورت گرفت. در ۳ اوت، ۴۰ غیرنظامی در این درگیری کشته و بیش از ۱۰۰ تن دیگر زخمی شدند.در ۳ اوت، ۱۳ نفر در حمله طالبان بر خانه وزیر دفاع افغانستان در کابل کشته شدند.طالبان پس از تصرف ایستگاه رادیویی لشکرگاه، پخش برنامه‌های «صدای شریعت» خود را آغاز کرد. شورشیان همچنین حمله به فرودگاه شهر را کلید زدند. در همین حال، دولت نیروهای کمکی را اعزام کرد تا از سقوط کامل شهر به دست شورشیان جلوگیری کند.
تا ۵ اوت، ۱۱۵ نیروی امنیت ملی افغانستان و ۵۸ غیرنظامی در جریان درگیری با طالبان کشته شدند، در حالی که وزارت دفاع افغانستان ادعا کرد که از ابتدای ماه تا کنون ۱٫۶۶۱ جنگجوی طالبان کشته شده‌اند.در ۶ اوت، طالبان «دواخان مینه پال»، رئیس مرکز رسانه‌های دولت افغانستان را در کابل ترور کردند. در همان روز، درگیری‌های شدیدی در ولایت جوزجان گزارش شد. و همچنین ستیزه‌جویان طالبان توانستند به مرکز ولایت شبرغان، نفوذ کنند. طالبان مسئولیت ترور «دواخان مینه پال» را برعهده گرفت و هشدار داد که در صورت ادامه حملات هوایی نیروهای دولتی افغان دامنه این ترورها سایر مقامات دیگر افغانستان را نیز در برمی‌گیرد.بر اساس گزارش‌ها از افغانستان، طالبان شهر زرنج، مرکز ولایت نیمروز را تصرف کرده‌است. در ۵ سال گذشته این اولین باری است که طالبان کنترل مرکز یک ولایت را به دست می‌گیرد.در همان روز، نماینده سازمان ملل متحد هشدار داد که کشور در حال ورود به «مرحله مرگبار» جنگ است.دولت بریتانیا به شهروندان خود هشدار داد که در پی پیشروی طالبان و بدتر شدن اوضاع امنیتی افغانستان «فوراً» افغانستان را ترک کنند.
در ۷ اوت، نیروهای طالبان شهر شبرغان در ولایت جوزجان را تصرف کردند و این دومین تصرف مرکز ولایت پس از زرنج بود.عبدالرشید دوستم، فرمانده و مارشال افغان که به‌طور سنتی بر شهر شبرغان تسلط داشت، نیروهای خود را به ولسوالی خواجه دوکوه، تنها منطقه‌ای در ولایت جوزجان که هنوز تحت کنترل دولت است، منتقل کرد. در همین حال، نیروهای حامی دولت به یک جبهه مقاومت کوچک در لشکرگاه تقلیل یافتند، در حالی که قندهار و هرات همچنان در جدال شدید هستند. ستیزه‌جویان طالبان همچنین حملات مکرر را به دیگر مراکز استان‌ها آغاز کردند.روز بعد، نیروهای طالبان پس از درگیری‌های شدید با ارتش ملی افغانستان توانستند دو شهر قُندوز و سرپل را تصرف کنند. در هنگام نبرد این دو شهر فرار گسترده نیروهای ارتش افغانستان گزارش شده‌است چراکه بسیاری از سربازان ارتش ملی افغانستان با پیشروی سریع شورشیان و همچنین تبلیغات طالبان بی‌انگیزه شده بودند.فتح قندوز یکی «مهم‌ترین دستاوردهای طالبان از زمان آغاز حملات خود در ماه مه» بشمار می‌آید، زیرا این شهر یکی از بزرگ‌ترین شهرهای افغانستان است که به سایر نقاط مهم کشور از جمله پایتخت کشور یعنی کابل متصل است. و یکی از مسیرهای اصلی قاچاق مواد مخدر در قاره آسیای محسوب می‌شود.شهر تالُقان نیز در ۸ اوت توسط طالبان تصرف شد و این پنجمین مرکز ولایت (استان) است که سقوط می‌کند. نیروهای دولتی بعد از ظهر از شهر عقب‌نشینی کردند.در ۹ اوت، طالبان شهر سَمَنگان مرکز ولایت سمنگان را فتح کردند.صفت الله سمنگانی، معاون فرماندار ولایت سمنگان، به خبرگزاری فرانسه گفت؛ که نیروهای دولتی بدون هیچ گونه درگیری و ایستادگی ویژه‌ای برای جلوگیری از بروز خشونت و کشتار از شهر بیرون رفتند. در همان روز، «محمد آصف عظیمی» عضو سابق مجلس سنای افغانستان با ده‌ها فرد مسلح تحت امر خود در ولایت سمنگان افغانستان به طالبان پیوست. ۱۰ اوت، طالبان شهر پلخمری مرکز ولایت بغلان را فتح کردند. در ساعات اولیه درگیری، اکثر نیروهای امنیتی به همراه والی پلخمری از شهر فرار کردند. همچنین طالبان توانستند شهر فراه، مرکز ولایت فراه را تصرف کردند، بدین ترتیب تا روز ۱۰ اوت ۲۰۲۱ هشت مرکز ولایت در افغانستان به تصرف طالبان درآمد. درگیری طالبان با نظامیان افغان در شهر فیض آباد مرکز ولایت بدخشان نیز باعث تنگ‌تر شدن حلقه محاصره و سقوط بخشی از شهر شد. همچنین تلفات سنگینی بر نظامیان افغان وارد گشت. ادامه این روند باعث سقوط شهر فیض آباد و تصرف نهمین مرکز ولایت توسط طالبان خواهد شد. بدین ترتیب طالبان بر ۶۵٪ از مساحت افغانستان چیره شد.مقامات اطلاعاتی آمریکا گفتند که در صورت جلوگیری از پیشروی طالبان، کابل ممکن است ظرف چند ماه سقوط کند.در ۱۲ اوت، طالبان شهر غزنی را تصرف کردند و این دهمین مرکز ولایتی بود که ظرف یک هفته سقوط کرد. این شهر در امتداد شاهراه کابل-قندهار قرار دارد.در همان روز، دولت مرکزی پیشنهاد «قدرت مشترک» (تقسیم قدرت) را در صورت توقف خشونت توسط طالبان ارائه کرد، اما ستیزه‌جویان به آن پاسخ نداد. همچنین، والی ولایت غزنی در ولایت وردک به دلیل «تسلیم بدون جنگ» هنگام ورود طالبان به غزنی دستگیر شد. با عقب‌نشینی نیروهای امنیتی در روز پنجشنبه ۱۲ اوت، طالبان شهر هرات سومین شهر بزرگ افغانستان در ۱۵۰ کیلومتری مرز با ایران را تصرف کردند. طالبان در طول شب، قندهار، دومین شهر بزرگ افغانستان، را تسخیر کردند: زدوخورد شدید پیرامون شهر منجر به عقب‌نشینی سربازان اردوی ملی افغانستان، احتمالاً به توصیه فرماندهی عالی آمریکا شد؛ که بدین گونه کل مراکز ولایات در کنترل طالبان به سیزده رسید. یک مقام دفاعی آمریکایی بر اساس اطلاعات آمریکا گفت کابل ممکن است ظرف ۳۰ روز محاصره شود و ظرف ۹۰ روز سقوط کند.
چند ساعت پس از سقوط هرات، دولت‌های آمریکا و بریتانیا اعزام به ترتیب ۳۰۰۰ و ۶۰۰ سرباز خود را به فرودگاه کابل برای ایمن‌سازی جابه جایی هوایی اتباع خود، کارکنان سفارت و غیرنظامیان افغانی که با نیروهای ائتلاف کار کردند را اعلام کردند. مقامات گفتند تخلیه تا پایان ماه پایان خواهد یافت. همچنین ۳۵۰۰ سرباز در کویت در حالت انتظار در صورت بالاگرفتن درگیری با طالبان باقی خواهند ماند. کانادا اعلام کرد نیروهای ویژه کانادا برای تخلیه سفارت این کشور اعزام خواهند شد. دانمارک و نروژ اعلام کردند سفارتخانه‌هایشان در کابل به دلیل شرایط امنیتی بسته خواهند بود و برنامه‌هایی برای تخلیه آنها تدوین خواهند کرد.
پس از چند هفته نبرد در پیرامون لشگرگاه، شهر لشکرگاه، مرکز استان (ولایت) هیرمند، در ۱۳ اوت به تصرف طالبان درآمد. در همان روز، طالبان کنترل فیروزکوه، مرکز ولایت غور در غرب افغانستان را در دست گرفتند. مقامات گفتند که این شهر بدون هیچ گونه درگیری سقوط کرد و پانزدهمین مرکز ولایتی شد که طی یک هفته به دست طالبان افتاد. جمعیت فیروزکوه نزدیک به ۱۳۲۰۰۰ تن است. در ۱۳ اوت، طالبان به ترتیب پل علم، قلات و ترین‌کوت، مرکز ولایت لوگر، ولایت زابل و ولایت اروزگان را تصرف کردند. در این روز اسماعیل خان از جنگ سالاران و والی سابق هرات با سربازان خود به طالبان تسلیم شد.طالبان کمی بعد با وی مصاحبه کردند و مدعی شدند که او و نیروهایش به آن‌ها پیوسته‌اند.در ۱۴ اوت ۲۰۲۱، نیروهای طالبان وارد شهر مزارشریف، مرکز ولایت ولایت بلخ شدند. و در تلاش برای فتح تمام قسمت‌های شهر هستند. رئیس‌جمهور غنی پیشتر از این از شهر دیدن کرده بود. تا از فرماندهان محلی برای مبارزه با طالبان دعوت کند.وزارت داخله افغانستان در بیانیه‌ای اعلام کرد که اشرف غنی رئیس‌جمهور افغانستان تصمیم به واگذاری قدرت گرفته و دولت موقت به رهبری طالبان تشکیل می‌شود. در همین حال، نیروهای امنیتی میدان هوایی بگرام را به طالبان تسلیم کردند. این پایگاه هوایی حدود ۵۰۰۰ زندانی طالبان و داعش را در خود جای داده‌است. بعداً در همان روز اعلام شد که حامد کرزی، رئیس‌جمهور پیشین، بخشی از تیم مذاکره کننده است و رئیس‌جمهور غنی قصد خود را برای کناره‌گیری اعلام کرده‌است. همچنین طالبان به جنگجویان خود دستور داد منتظر انتقال مسالمت آمیز قدرت باشند و با زور وارد کابل نشوند. بعداً گزارش شد که اشرف غنی رئیس‌جمهور کشور را به مقصد امارات ترک کرد.

## جنایات جنگی
ستیزه‌جویان طالبان در هجوم خود در سال ۱۴۰۰ تعداد زیادی جنایت جنگی مرتکب شدند.
در ۱۶ ژوئن، در دولت‌آباد، ۲۲ کماندو غیر مسلح افغان پس از تسلیم شدن به نیروهای طالبان اعدام شدند. ویدئویی از این رویداد به‌طور گسترده پخش گردید و به‌دست سی‌ان‌ان(CNN) بازتاب گسترده داده شد. «سمیرا حمیدی» از عفو بین‌الملل این رویداد را «قتل خونسرد سربازان تسلیم شده و جنایت جنگی» توصیف کرد. او خواستار رسیدگی به این رویداد به عنوان بخشی از تحقیقات دادگاه کیفری بین‌المللی در افغانستان شد.
عفو بین‌الملل از کشتار باشندگان هزاره توسط طالبان در اوایل ماه ژوئیه در ولایت غزنی به عنوان «شاخصی دهشتناک» برای آینده یاد کرد. مردان هزاره به شیوه‌های گوناگون مورد اصابت گلوله قرار گرفتند و شکنجه شدند، یکی با روسری خود خفه شد و عضلات بازوی او بریده گردید، و دیگری تکه‌تکه شد.
در ۶ اوت ۲۰۲۱، نیروهای طالبان مسئولیت ترور «داواخان مینه پال»، رئیس مرکز رسانه‌ها و اطلاعات دولتی در کابل را در ۵ اوت بر عهده گرفتند. در همان روز طالبان کنترل زرنج را در دست گرفتند، «لعل گل لعل» فعال حقوق بشر اظهار داشت که اعدام ۳۰ سرباز توسط طالبان جنایت جنگی است. به گزارش طلوع نیوز، برخی از سربازان قبل از کشته شدن شکنجه شده و چشم‌های آن‌ها توسط طالبان کور شده بود.

## خروج نیروهای آمریکایی وائتلاف

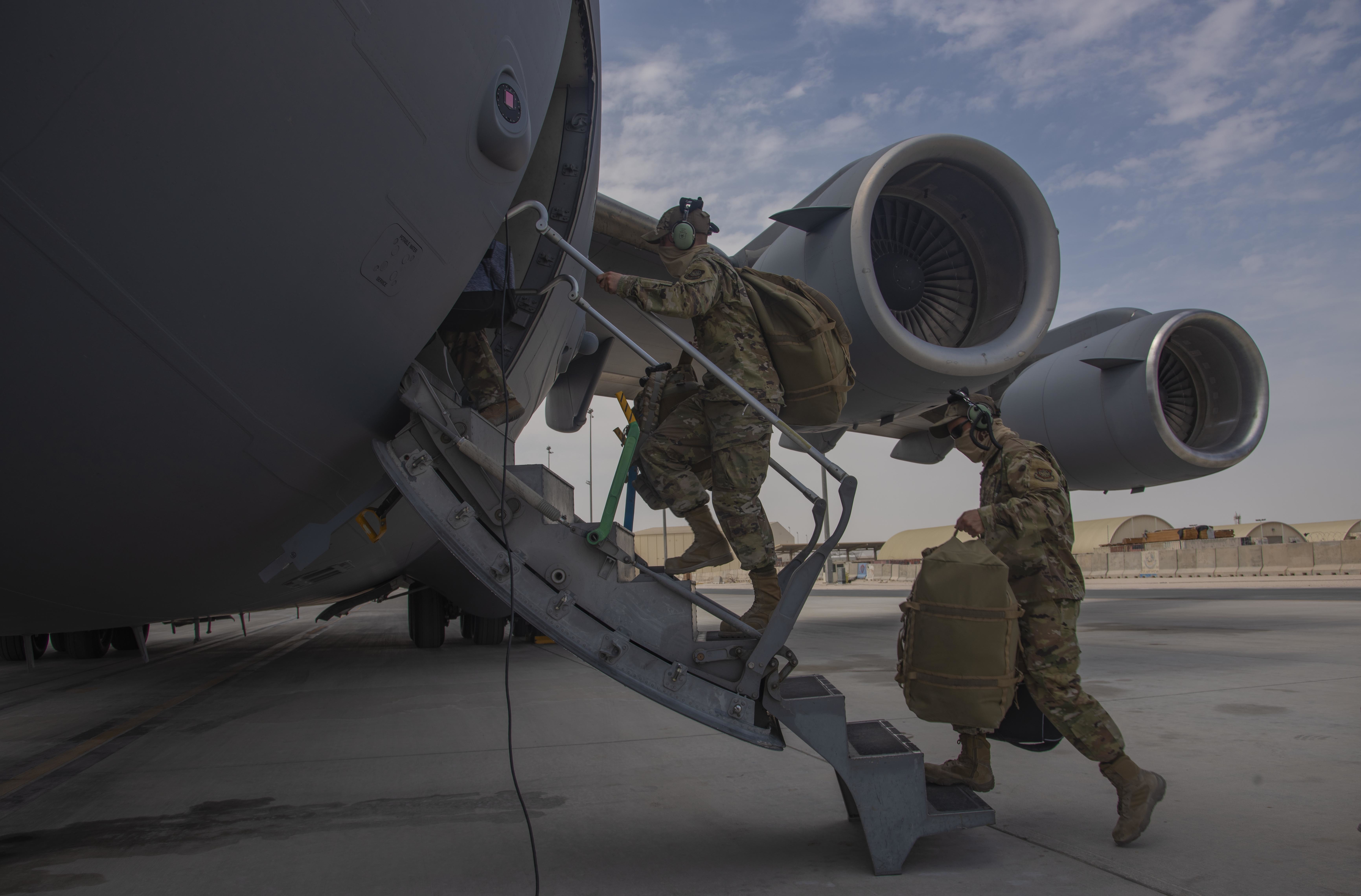
انتقال نیروها و تجهیزات آمریکایی به بوئینگ سی-۱۷ گلوبمستر ۳ برای خروج از افغانستان

در ژانویه ۲۰۲۱ تعداد نیروهای آمریکایی به کمترین میزان خود از آغاز اشغال افغانستان در سال ۲۰۰۱ رسید.
در ۱۳ مارس، رئیس‌جمهور آمریکا، جو بایدن، اعلام کرد که تا ۱۱ سپتامبر نیروهای نظامی خود را از افغانستان خارج خواهد کرد.به گفته یک مقام وزارت دفاع ایالات متحده، خلأ امنیتی ایجاد شده با خروج نیروهای نظامی آمریکا می‌تواند زمینه‌ای برای سازماندهی مجدد القاعده و دیگر گروه‌های تروریستی ایجاد کند. این مقام افزود: در حالی که ایالات متحده همچنان قدرت حمله به اهداف القاعده در افغانستان را حفظ می‌کند، عدم حضور پررنگ ایالات متحده در زمین، توانایی شناسایی اهداف بالقوه را مختل می‌کند. ژنرال مکنزی جونیور فرمانده سِنتکام گفت که او چیزی ندیده‌است که باعث شود طالبان مانع استفاده القاعده از افغانستان برای تقویت و دوباره سازمان دهی القاعده شود.

## تحلیل

### فروپاشی حکومت افغانستان

#### مسائل مربوط به نیروهای مسلح افغانستان
فرماندهان ارتشی فاسد که گردان‌های سربازان ناوجود، را هدایت می‌کنند، و دستمزدهای سربازان ناوجود را به جیب می‌زنند، از مسایل شناخته شده در بین نظامیان افغان بوده‌است. سر مفتش ویژه برای بازسازی افغانستان (سیگار) آمریکا گفته "ایالات متحده و همپیمانان افغانان هیچ‌یک نمی‌دانند چه تعداد سرباز و پلیس افغان در واقع وجود دارد، چه تعدادشان در واقع برای وظیفه موجودند، یا ماهیت واقعی توانایی‌های عملیاتی شان چگونه است". Iدر اوایل سال ۲۰۱۹, حداقل ۴۲٬۰۰۰ سربازان ناوجود از فهرست حقوق بگیران اردوی ملی حذف شدند.
در ۳۰ ژوئیه، سیگار گفت که «اثرات مخرب فساد درون اردوی ملی، عدم دقت در خصوص قوت واقعی نیروهای افغان، نبود آمادگی رزمی، عزم به جنگندگی، ناپایایی به دلیل اتکا بر تجهیزات پیشرفته، نبود تمرکز بر قابلیت‌های در سطح وزیری، نبود اطلاعات حیاتی، نظیر ارزیابی‌ها از کنترل بخش‌ها که می‌تواند به اندازه‌گیری عملکرد اردوی ملی در این سال‌ها کمک کند، وجود دارد .»
در ۱۲ اوت، کارشناسان بین‌المللی ضدتروریسم و مسئولان آمریکایی گفتند که فروپاشی سریع نیروهای امنیت ملی افغانستان در صورت خروج آمریکا «نباید تعجب‌برانگیز باشد.» بنا بر یک کارشناس، طالبان قادر بوده پس از توافق دوحه تقریباً بدون مداخله نیروهای حکومتی نیروهایش را در سراسر افغانستان آزادانه جابه‌جا کند. در همان روز ولی‌رضا نصر، از مشاوران سابق آمریکا گفت که «هیچ نوع رهبری که به جنگ سالاران محلی دلایلی برای مقاومت در برابر طالبان بدهد وجود ندارد؛ بنابراین، هرچه بیشتر پیروزی طالبان را اجتناب ناپذیر ببینند، پیروزی اجتناب ناپذیرتر می‌شود، چرا که آنها خود به معامله کردن با آنها می‌پردازند.»
سیاسی شدن نظامیان افغان هم منجر شد سیاستمداران بی کفایت وفادار به اشرف غنی مناصب کلیدی در نیروی نظامی افغانستان را عهده‌دار شوند. حمدالله محب، مشاور امنیت ملی، بدون داشتن تجربه نظامی کنترل مستقیم عملیات نظامی را برعهده گرفت. بنابر چندین مقام ارشد حکومتی و دیپلمات‌ها، فرمان‌های محب اغلب زنجیره طبیعی فرمان را دور می‌زد.
مایک مارتین، از افسران سابق ارتش بریتانیاً گفت که غنی فاقد مهارت‌های سیاسی برای وفادار نگه داشتن گروه‌های بسیار متفاوت قومی افغانستان به ایده هدفی ملی بود. بسیاری از افغانان به پیوندهای سنتی قومی، قبیله ای، و حتی خانوادگی خود وفادارتر بودند تا به اردوی افغانستان، که فرمانده ولایتی طالبان از این وضع برای مذاکره برای تسلیم بسیاری از سربازان استفاده کرد. علی یاور عادلی، گفت که مقامات افغان، از جمله غنی، هرگز انتظار نداشتند که آمریکا حمایت لجستیک و هوایی خود از نیروهای افغان را متوقف کند. سربازان وابستگی شدیدی به حمایت لجستیک و هوایی آمریکا داشتند و با اتمام آن عمیقاً شوکه شدند. الیزابت ترلکلد، از مقامات سابق وزارت امور خارجه آمریکا گفت که پیشروی سریع طالبان و تسلیم صلح آمیز واحدهای اردوی افغانستان بسیاری دیگر را ترغیب کرد که آنها نیز چنین کنند.

### استراتژی طالبان
در جریان جنگ داخلی افغانستان (۲۰۰۱–۱۹۹۶), مقاومت در برابر طالبان در شمال افغانستان، پایگاه ائتلاف شمال، از هر جای دیگر قوی‌تر بود. بنا بر گزارش شبکه تحلیلگران افغانستان، تمرکز نیروهای طالبان بر شمال ممکن است تلاشی برای جلوگیری از تشکیل یک ائتلاف شمال دوم پس از خروج نیروهای آمریکایی باشد.
اندرو واتکینز، تحلیلگر افغانستان در گروه بین‌المللی بحران، گفت شواهدی وجود ندارد که طالبان جدا از استفاده از ۵۰۰۰ شورشی که پیشتر آزاد شده بودند، نیروهای خود را برای انجام این هجوم افزایش داده‌اند. واتکینز معتقد است که پایان حملات هوایی آمریکا سناریو را عوض کرد. او گفت که پایان این حملات به شورشیان آزادی حرکت دارد و آنها را قادر ساخت که ساختار خود را بازآرایی کنند، برنامه‌ریزی کنند و خطوط تدارکاتی خود را بدون ترس از حملات هوایی آمریکا تقویت کنند.

## مواضع کشورها

### واکنش‌های درون کشوری
- افغانستان: دولت افغانستان قول داد که تمام مناطق تصرف شده توسط طالبان را بازخواهد گرداند.[۱۸۰] محمد اسماعیل‌خان سیاستمدار و مجاهد سابق افغانستان از ایجاد «جنبش مقاومت مردمی غرب افغانستان» برای مبارزه با طالبان در ولایت هرات خبر داد. (محمد اسماعیل‌خان در ۱۳ اوت توسط طالبان دستگیر شد. و «جنبش مقاومت مردمی غرب افغانستان» در همان تاریخ نابود گشت و شهر هرات به دست طالبان افتاد)[۱۸۱]در ۲ اوت ۲۰۲۱، رئیس‌جمهور غنی دلیل پیشروی طالبان را عقب‌نشینی ناگهانی نیروهای آمریکایی دانست.[۱۸۲]در ۹ اوت، #SanctionPakistan(به معنای تحریم پاکستان) به یکی از برترین ترندهای توییتر در افغانستان و جهان تبدیل شد و افغان‌ها پاکستان را مسئول حمایت و پشتیبانی از طالبان می‌دانند.[۱۸۳]۵جی اینترنت آبزوتوری(G5 Internet Observatory)، سازمانی که فضای دیجیتالی را از طریق داده و تجزیه و تحلیل مورد مطالعه قرار می‌دهد، در گزارش خود فاش کرد که از ربات‌ها برای تبلیغ هشتگ بسیار استفاده شده‌است.[۱۸۴]
- طالبان: سخنگوی طالبان در ۹ ژوئیه در مسکو گفت که این گروه «۸۵ درصد از خاک افغانستان را کنترل می‌کند»، و خاطرنشان کرد که این «بخشی از توافق‌نامه» با ایالات متحده برای حمله به مراکز اداری افغانستان نیست.[۱۸۰] همچنین «ذبیح‌الله مجاهد» سخنگوی طالبان در حساب توییتر خود گفت:تمام سخنرانی‌های غنی (رئیس‌جمهور) تنها تلاشی برای «کنترل ترس‌های او» است. مجاهد تأکید کرد که نه اعلان جنگ و نه اتهامات علیه این جنبش به رئیس‌جمهور «طول عمر» بیشتری نمی‌دهد. «ملت تصمیم گرفته‌است که خائنان ملی را تحت تعقیب قرار داده و به دادگاه برساند.

این بیانیه در پاسخ به سخنرانی رئیس‌جمهور در پارلمان این کشور بود که اشرف غنی طالبان را به بی‌رحمی متهم کرد، و همچنین تأکید کرد که شبه‌نظامیان تا زمان تغییر وضعیت در میدان جنگ به مذاکرات صلح باز نخواهند گشت.در ۱۶ اوت، محمد نعیم، سخنگوی طالبان در مصاحبه با الجزیره گفت که جنگ در افغانستان به پایان رسیده‌است. وی همچنین گفت که طالبان به خواسته خود رسیده‌اند و اجازه نخواهند داد که قلمرو افغانستان علیه کسی مورد استفاده قرار گیرد و آن‌ها نمی‌خواهند به دیگران آسیب برسانند.

### واکنش‌های برون کشوری

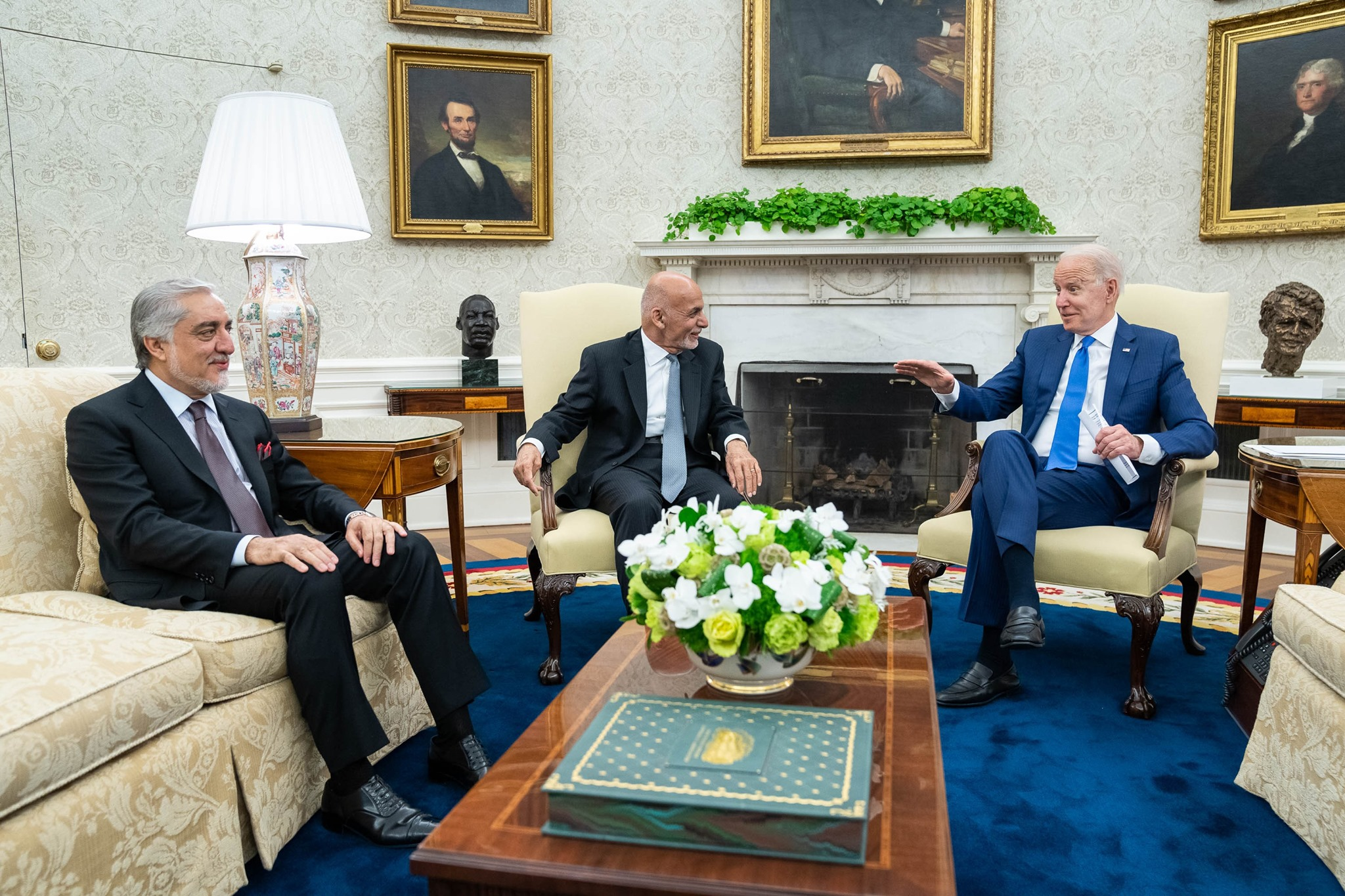
دیدار جو بایدن رئیس‌جمهور آمریکا با اشرف غنی رئیس‌جمهور افغانستان، ۲۵ ژوئن ۲۰۲۱

- ایران: جمهوری اسلامی ایران در تلاش برای برگزاری گفتگو بین طالبان و دولت افغانستان است و جمعی از مقامات بلندپایه دولت و طالبان از جمله یونس قانونی، ارشاد احمدی، شیر محمد عباس ستانکزی، خیرالله خیرخواه و قاری دین محمد حنیف را برای گفتگو به تهران دعوت کرده‌است.[۱۸۷] در رسانه‌های وابسته و نزدیک به حکومت جمهوری اسلامی ایران گزارش‌هایی منتشر شده‌است، که طالبان را یک نیروی سالمِ و توانا معرفی می‌کنند، که قابلیت حکومت بر افغانستان را دارد.[۱۸۸]مجتبی ذوالنوری روحانی و سیاستمدار و نماینده مجلس ایران گفت: که طالبان بخشی غیرقابل انکار از واقعیت در افغانستان است و نباید این گروه را با گروه‌های تروریستی اسلامگرا مانند داعش یا القاعده برابر دانست.[۱۸۹] سید علی خامنه‌ای در اولین موضع‌گیری در شهریور ۱۴۰۰ گفت: دولتها می‌آیند و می‌روند؛ انواع و اقسام دولتها در این سالها در افغانستان سر کار آمده‌اند. دولتها می‌آیند و می‌روند، آن که باقی می‌ماند ملّت افغانستان است؛ ما طرف‌دار ملّت افغانستان هستیم. نوع رابطهٔ ما با دولتها هم به نوع رابطهٔ آنها با ما بستگی دارد.[۱۹۰]

لطف‌الله صافی گلپایگانی از مراجع تقلید شیعه امامیه اعتماد به طالبان را خطایی جبران ناپذیر خواند.
همچنینرئیس جمهور ایران، ابراهیم رئیسی، گفت که «شکست» ایالات متحده در افغانستان باید فرصتی برای «احیای زندگی، امنیت و صلح پایدار» در افغانستان ایجاد کند.. رئیسی همچنین گفت که ایران خواستار روابط خوب با افغانستان است و ایران از نزدیک اوضاع افغانستان را زیر نظر دارد.
- روسیه: مقامات روسی اظهار داشتند که با دولت تاجیکستان همکاری می‌کنند تا از آن‌ها در برابر تهدیدات خارجی (طالبان) در چارچوب سازمان پیمان امنیت جمعی (CSTO) محافظت کنند.[۱۹۲]
- تاجیکستان: رئیس‌جمهور امامعلی رحمان دستور داد که ۲۰ هزار نیروی ذخیره از نیروهای زمینی این کشور را به مرز با افغانستان بفرستد.[۱۹۳]
- ترکیه: این کشور دستور محافظت از میدان هوایی بین‌المللی حامد کرزی در کابل پایتخت افغانستان را صادر کرد.[۱۹۴]
- ترکمنستان: در تاریخ ۱۲ ژوئیه گزارش شد که به دلایل امنیتی نیروهای مسلح ترکمن در امتداد مرزهای افغانستان و ترکمنستان نیروهای اضافی منتقل می‌شوند.[۱۹۵]
- ایالات متحده آمریکا: رئیس‌جمهور ایالات متحده، جو بایدن در دفاع از این نتیجه‌گیری که از نیروهای نظامی آمریکا نباید در افغانستان استفاده کرد و از نرفتن به افغانستان حمایت کرد و گفت که ملت‌سازی و صلح در افغانستان وظیفه ما نیست.[۱۹۶] رهبر آمریکا افزود که «نسل دیگری از آمریکایی‌ها را برای جنگ به آن‌جا نمی‌فرستد» و به تلاش‌های ناموفق دیگر برای اتحاد و صلح در افغانستان در ادوار گذشته اشاره کرد. بایدن همچنین اطمینان داد که امنیت آمریکا تهدید نمی‌شود و درگیری‌ها در شرق برای ایالات متحده آمریکا تهدید نیست.[۱۹۷][۱۹۸]
- ازبکستان:دولت این کشور نگرانی خود را از بحران احتمالی پناهندگان به دلیل درگیری در افغانستان ابراز داشت و گزارش داد که مقامات آمریکایی با مقامات ازبکستانی تماس گرفته‌اند تا تأیید کنند که آیا ازبکستان می‌تواند از شهروندان افغانستان که با آمریکا همکاری می‌کنند و از این کشور فرار کرده‌اند محافظت کند. در پاسخ، به این درخواست دولت ازبکستان یک پناهگاه و تعدادی چادر برای مهاجران افغان در شهر مرزی ترمذ ایجاد کرد.[۱۹۹]
- هند: وزیر امور خارجه هندوستان گفت؛ که کشورش در حال رایزنی با همهٔ طرف‌های درگیر در افغانستان است و در این باره با کشور چین مذاکراتی انجام داده‌است.[۲۰۰]
- پاکستان: این کشور با در نظر گرفتن پیشروی‌های طالبان، بیانیه‌ای صادر کرد که پاکستان را باید به عنوان تسهیل‌کننده و نه ضامن در روند صلح افغانستان دید.[۲۰۱]
- بریتانیا وزیر دفاع بریتانیا اعلام کرد، که بریتانیا آمادگی خود را برای همکاری با طالبان در صورت به قدرت رسیدن اعلام کرده‌است.[۲۰۲]
- قزاقستان:نمایندگان این کشور به همراه مقامات روسیه و در اجلاس سازمان همکاری شانگهای برای بحث در مورد هجوم احتمالی آوارگان افغان شرکت کردند.[۲۰۳]
- قرقیزستان:نمایندگان این کشور به همراه مقامات روسیه در اجلاس سازمان همکاری شانگهای برای بحث در مورد هجوم احتمالی آوارگان افغان شرکت کردند.[۲۰۳]
- چین: «وانگ یی» وزیر امور خارجه چین از عقب‌نشینی نیروهای ناتو به رهبری آمریکا انتقاد کرده و آن‌ها را به «شیوه‌ای مسئولانه و منظم» برای رفتن از افغانستان ترغیب کرده‌است.[۲۰۴]
- سوئد: سوئد اعلام کرد که سفارت خود در کابل را می‌بندد و وزیر امور خارجه اعلام کرد که کمک‌های سوئد به افغانستان نیز مورد بررسی قرار می‌گیرد.[۲۰۵]
- دانمارک: وزیر خارجه دانمارک جپ کوفود گفت که دانمارک تصمیم دارد سفارت خود را در کابل به‌طور موقت تعطیل کند و اوضاع در کابل جدی است و برای کسانی (افغان‌ها) که در کنار دانمارک ایستاده‌اند تلاش بیشتری خواهد کرد.[۲۰۶]
- آلمان:وزیر خارجه آلمان گفت که این کشور در صورت تصرف طالبان بر کشور و وضع قوانین شرعی، کمک‌های مالی خود به افغانستان را قطع می‌کند.[۲۰۷]

## پیامدها

### فرار شهروندان

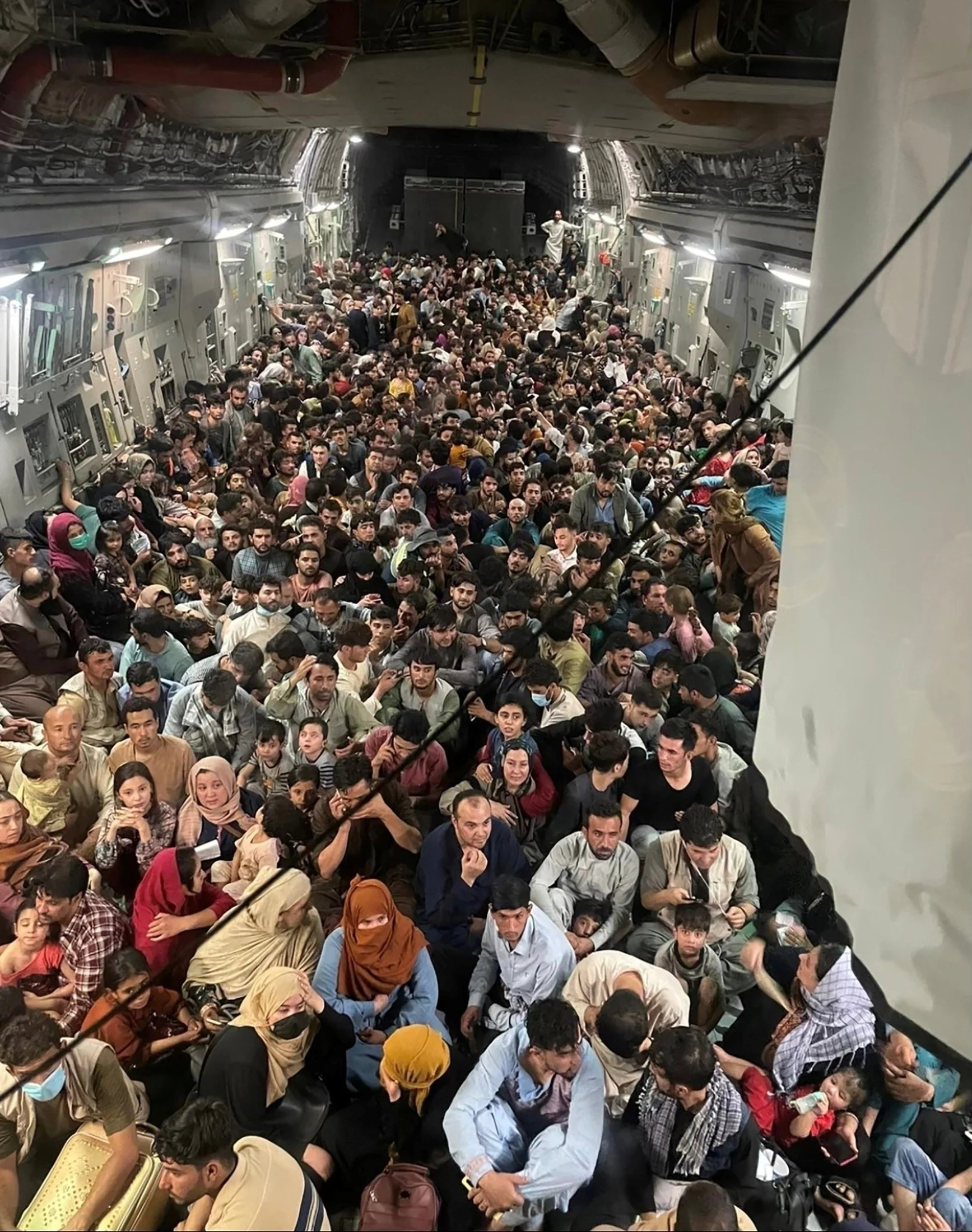
فرار اَفغان‌ها با هواپیمای بوئینگ سی-۱۷ گلوبمستر ۳ آمریکایی در ۱۵ اوت ۲۰۲۱ همزمان با سقوط کابل، هجوم طالبان منجر به فرار افغان‌ها گردید.

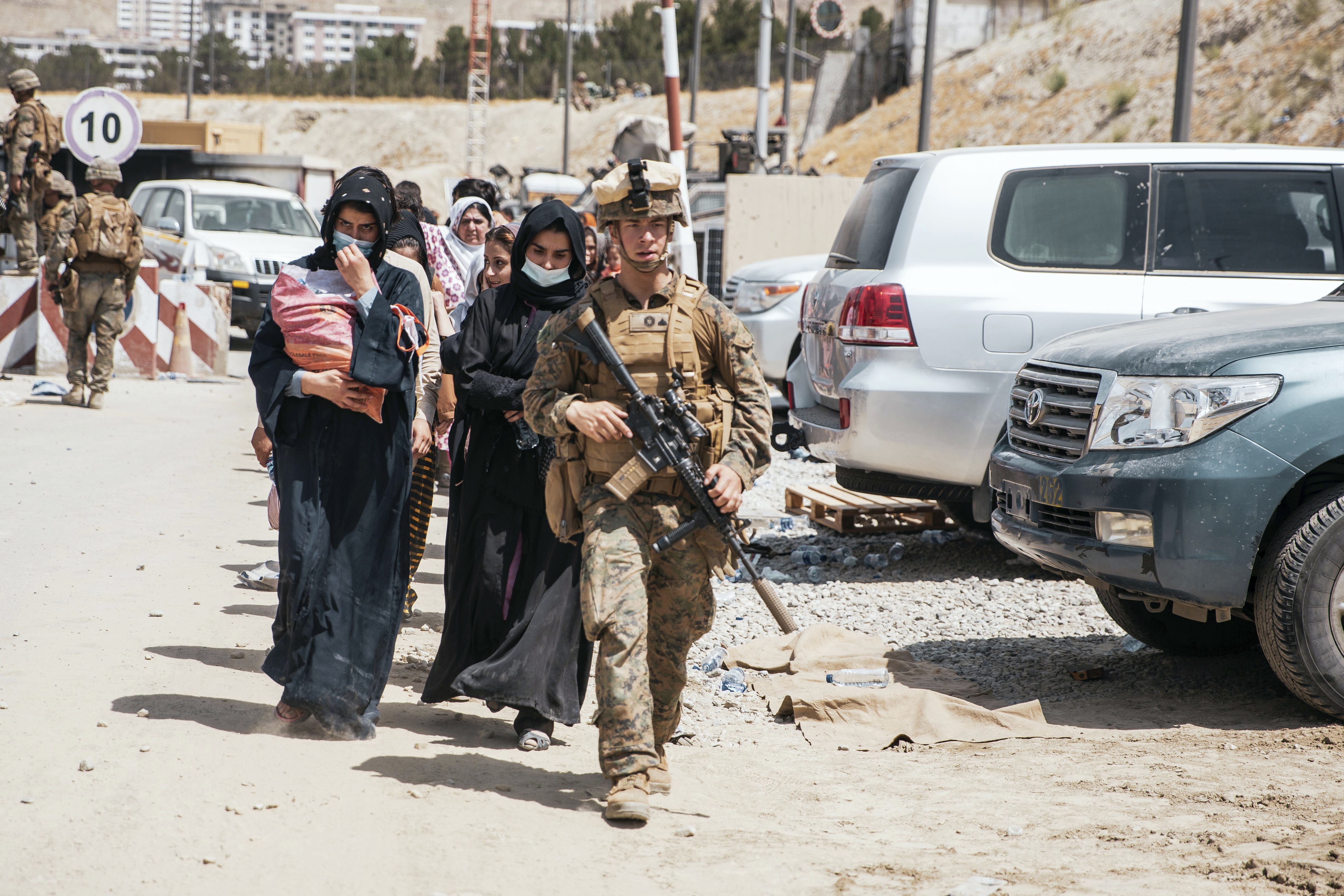
تفنگداران ایالات متحده در حال پاسداری از فراری‌های افغان در جریان حمل و نقل هوایی در نزدیکی فرودگاه کابل، ۲۹ اوت ۲۰۲۱

بیش از ۳۰۰۰۰۰ غیرنظامی افغان به دلیل کار برای دولت آمریکا در معرض تلافی طالبان بودند.
تا ۱۷ اوت، حدود ۱۱۰۰۰ شهروند آمریکایی در افغانستان تحت کنترل طالبان محبوس بودند.
در اواخر ماه جولای، صدها مهاجر افغان از ایران به باختر ترکیه رفتند. دست کم ۱۵۰۰ مهاجر در مرز ایران بازداشت شدند و ۲۰۰ مهاجر افغان در مسیر ترکیه به اروپا رهگیری شدند. ترکیه از احداث یک بند مرزی در امتداد مرز ایران و ترکیه خبر داد، جایی که بسیاری از پناهندگان در مسیر اروپا از آن‌جا عبور می‌کنند.در ۵ اوت، شش کشور عضو اتحادیه اروپا (از جمله آلمان) از کمیسیون اروپا خواستند تا به رغم پیشروی‌های گسترده طالبان، اخراج پناهجویان رد شده را به افغانستان ادامه دهد. چند روز بعد، آلمان و هلند اخراج مهاجران افغان را موقتاً متوقف کردند، چراکه شورشیان طالبان قلمرو بیشتری را تصرف کردند.در ۱۳ اوت، دولت کانادا اعلام کرد که کانادا بیش از ۲۰۰۰۰ شهروند افغان را از گروه‌هایی که به نظر آن‌ها هدف طالبان است، اسکان می‌دهد. بریتانیا اعلام کرد که به ۲۰۰۰۰ افغان اجازه می‌دهد در انگلستان مستقر شوند و به نظر می‌رسد ایالات متحده حداکثر ۳۰۰۰۰ متقاضی روادید مهاجرت ویژه افغان را به ایالات متحده منتقل می‌کند.

### بازخواست‌ها و ایستادگی‌ها

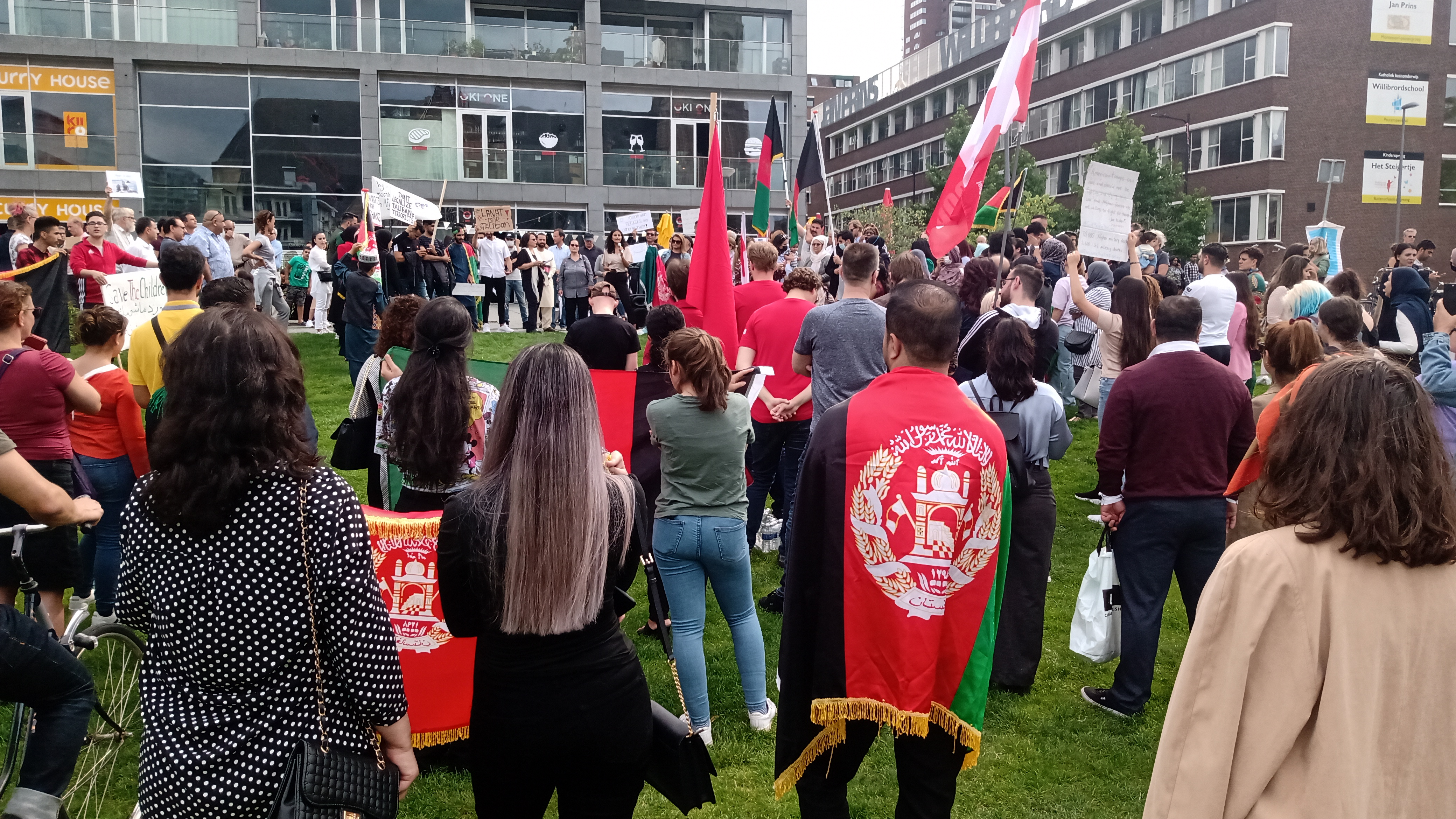
راهپیمایی افغان‌ها در روتردام هلند ۲۱ اوت ۲۰۲۱

پس از سقوط کابل، اعضای پیشین اتحاد شمالی و شخصیت‌های ضد طالبان یک ائتلاف نظامی به نام مقاومت دوم، تحت رهبری احمد مسعود و امرالله صالح معاون رئیس‌جمهور سابق تشکیل دادند. آن‌ها در دره پنجشیر مستقر شده‌اند، که پایگاه اصلی عملیات اتحاد شمالی اولیه بود. در ۱۷ اوت ۲۰۲۱، امرالله صالح، معاون رئیس‌جمهور افغانستان، خود را رئیس‌جمهور موقت افغانستان در دره پنجشیر اعلام کرد. با سقوط کابل، اعضای سابق اتحاد شمالی و دیگر نیروهای ضد طالبان مستقر در پنجشیر، به رهبری احمد مسعود و امرالله صالح، معاون رئیس‌جمهور سابق، اولین مقاومت سازمان یافته در برابر طالبان در افغانستان شدند. سفارت افغانستان در تاجیکستان عکس رئیس‌جمهور غنی را با صالح جایگزین کرد و درخواستی به اینترپل داد تا حکم دستگیری غنی به همراه مشاور اصلی وی فاضل محمود و حمدالله محیب مشاور امنیت ملی به اتهام سرقت از خزانه داری افغانستان صادر شود.